# Stachys zoharyana
Stachys zoharyana là một loài thực vật có hoa trong họ Hoa môi. Loài này được Eig miêu tả khoa học đầu tiên năm 1948.